# Теорема Банаха — Мазура
Теорема Банаха — Мазура утверждает, что нормированные пространства являются подпространствами пространства непрерывных функций на отрезке.
Названа в честь Стефана Банаха и Станислава Мазура.

## Формулировка
Любое вещественное сепарабельное банахово пространство изометрически изоморфно замкнутому подпространству пространства всех непрерывных функций от единичного интервала до вещественной прямой.

## Вариации и обобщения
Несепарабельные банаховы пространства не могут изометрически вкладываться в сепарабельное пространство {\displaystyle C^{0}([0,1],\mathbb {R} )}, но для каждого банахова пространства X можно найти компактное хаусдорфово пространство K и изометрическое линейное вложение j из X в пространство C(K) вещественных непрерывных функций на K.
За K можно взять единичный шар двойственного пространства X ′, оснащенного w *-топологией.
Этот шар компактен по теореме Алаоглу.
Вложение определяется как
{\displaystyle \forall x'\in K:\qquad j(x)(x')=x'(x).}
Отображение j является линейным, и оно изометрично по теореме Хана — Банаха.